# 林里乡
林里乡，是中华人民共和国四川省凉山彝族自治州冕宁县曾经下辖的一个乡。2019年12月，撤销林里乡，所属行政区域划归复兴镇管辖。

## 行政区划
林里乡撤销前下辖以下地区：
丰收村、高窑村和林里村。